# Даусгор, Томас
Томас Даусгор (дат. Thomas Dausgaard, в русских источниках иногда ошибочно Даусгаард; род. 4 июля 1963, Копенгаген) — датский дирижёр.
Главный дирижёр Шведского камерного оркестра с 1997 г. и Датского национального симфонического оркестра с 2004 г.
Среди записей Даусгора — значительный массив скандинавской музыки, в том числе опера Руда Ланггора «Антихрист», произведения Карла Нильсена, Юхана Свенсена, И. П. Э. Хартмана, Дага Вирена, Франца Бервальда, Асгера Хамерика, Пера Нёргора. Со Шведским камерным оркестром Даусгор провёл ряд успешных гастролей (в том числе в Японии), записал все симфонии Бетховена и Шумана. В качестве приглашённого дирижёра Даусгор работал со многими оркестрами мира, особенно тесные отношения связывают его с Лейпцигской оперой.